# アーカイブユーティリティ
アーカイブユーティリティ（Archive Utility）は、macOSの圧縮解凍用のアプリケーションである。

## 使用方法
Finderで対応した形式のファイルを開くことで自動的に起動し、ファイルを解凍して展開する。
アーカイブユーティリティの設定を変更する場合は、Finderから/System/Library/CoreServices/Applications/Archive Utility.appを開き、メニューバーの「アーカイブユーティリティ」から「設定」を選択し、設定を変更できる。